# Station Binjai
Binjai is een spoorwegstation in de Indonesische provincie Noord-Sumatra.

## Bestemmingen
- Sribilah: naar Station Medan
- Putri Deli: naar Station Medan